# Sint-Johanneskerk (Sankt Johann im Pongau)
De rooms-katholieke Sint-Johanneskerk is een aan Johannes de Doper en Johannes de Evangelist gewijde kerk in het stadscentrum van Sankt Johann im Pongau, Oostenrijk. Het betreft een van de grootste gotische kerken van Oostenrijk en wordt vanwege het aanzien ook wel de dom van Pongau genoemd, ook al is de kerk nooit een bisschopskerk geweest.

## Geschiedenis
Op 31 mei 1855 woedde er een grote brand op de markt die ook de oude kerk van de stad verwoestte. In 1857 werd begonnen met de bouw van een drieschepige, neogotische kerk naar het ontwerp van de architect Georg Schneider uit München. Van deze kerk stortte in 1871 de toren in. Tussen 1873 en 1876 werden volgens een ontwerp van Josef Wessicken de neogotische 62 meter hoge torens gebouwd.

## Architectuur
De kerk is een neogotische, drieschepige hallenkerk met een eenschepig koor. De afmetingen van de kerk zijn als volgt:

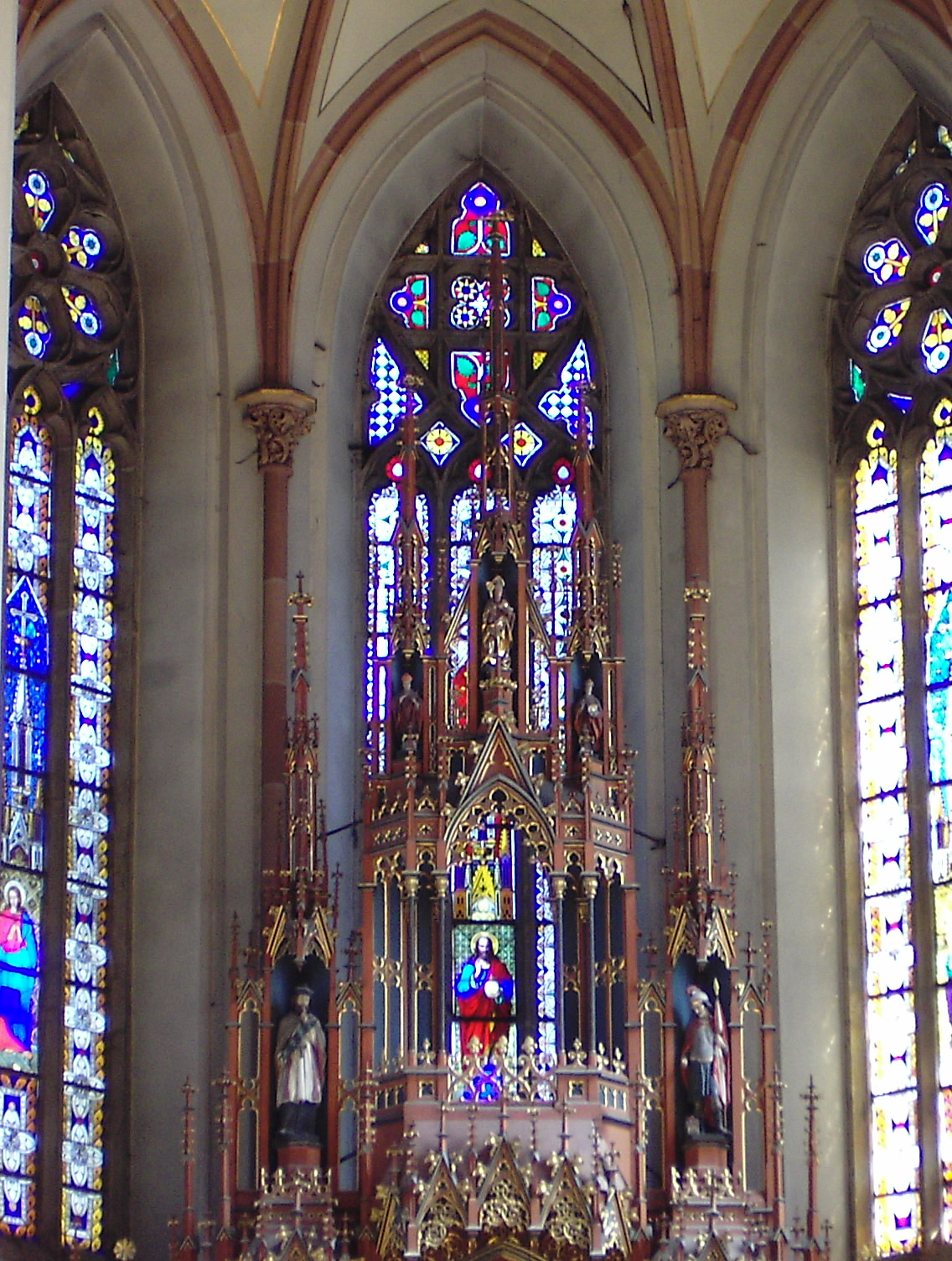
Hoogaltaar

| Totale lengte        | 60,0 m |
| Maximale breedte     | 30,0 m |
| Hoogte gewelven      | 20,0 m |
| Hoogte gevel         | 33,0 m |
| Hoogte van de torens | 62,0 m |

## Interieur

### Hoogaltaar
Het hoogaltaar uit 1881 heeft de vorm van een gotische schrijn. In de drie grote nissen staan de beelden van Jozef van Nazareth (links), Johannes de Doper (rechts) en centraal een kruisigingsgroep. In de nissen van de buitenste pinakels zijn de beelden van Johannes Nepomucenus 
en Floriaan van Lorch opgesteld. Boven het opengewerkte deel van het altaar wordt een blik gegund op het gebrandschilderde koorraam, waar Christus op wordt voorgesteld. De drie beelden in de top stammen uit een ander altaar van circa 1500, het betreffen de heiligen Rupert, Dionysius en  Nicolaas.

### Linker zijaltaar
Het linker zijaltaar dateert uit 1885 en is aan de Onze-Lieve-Vrouw van de Heilige Rozenkrans gewijd.

### Rechter zijaltaar
Het rechter zijaltaar is gewijd aan de Onbevlekte Ontvangenis van Maria, waarvan het dogma door paus Pius IX in 1854 werd afgekondigd.
}